# Moslavina
Moslavina (mađarski: Monoszló) je mikroregija središnje Hrvatske. Ime potječe iz vremena Hrvatskog Kraljevstva, odnosno gorja Mons Claudius, danas poznatog kao Moslavačka gora. Nalazi se na prijelazu iz središnje Hrvatske u Slavoniju.
Najveće mjesto, prometno, gospodarsko i trgovačko središte je grad Kutina. Važnija središta Moslavine još su i gradovi, Čazma, Garešnica, Popovača i Ivanić-Grad u zapadnoj Moslavini. Na području Moslavine nalaze se znatni izvori nafte i plina, dio parka prirode Lonjsko polje. Jaki obrtnički centri, dva gospodarska diva "Petrokemija" (tvornica gnojiva, koja ima oko 3500 zaposlenika) i "SELK" (elektronička industrija, koja ima oko 1500 zaposlenika) nalaze se u gradu Kutini. U Garešnici se nalazi i poznata Ciglana "FINAG" kao i tvornica rublja "Modea Nova". Moslavina ima ponajviše razvijeno voćarstvo, te vinogradarstvo, poljoprivredu, špediciju i povezana je s ostatkom zemlje i Europom autocestom A3 i glavnim željezničkim pravcem, koji spaja srednju Europu s Bliskim istokom.
U Voloderu je sjedište bivše Televizije Moslavina, kasnije poznatom kao NeT, a danas kao najvećom regionalnom televizijom Mreža TV.

## Teritorijalni ustroj
Moslavina je kao regija teritorijalno-političkim ustrojem Republike Hrvatske podjeljena između Zagrebačke, Bjelovarsko-bilogorske i Sisačko-moslavačke županije. Unatoč podjeli Moslavina ima identitet zasnovan na zajedničkoj povijesti, običajima, kulturi i okosnici gospodarskih djelatnosti koji je zemljopisno određen Moslavačkom gorom, pripadajućim rijekama i Lonjskim poljem.
Sljedeće općine i gradovi smatraju se dijelom Moslavine:
- Zagrebačka županija
  - Ivanić-Grad
  - Kloštar Ivanić
  - Križ
  - Dubrava
- Bjelovarsko-bilogorska županija
  - Čazma
  - Garešnica
  - Hercegovac
  - Velika Trnovitica
  - Ivanska
  - Berek
- Sisačko-moslavačka županija
  - Velika Ludina
  - Popovača
  - Kutina
  - Lipovljani

## Stanovništvo
Na prostoru Moslavine prema popisu stanovništva iz 2021. žive 84 204 stanovnika, što ukazuje na gusto naseljenu regiju. Nacionalni sastav je poprilično homogen s preko 90 % Hrvata i 10 % manjina (Srbi, Česi, Rusini, Mađari, Romi).

## Poznati Moslavci
- Zvonimir Ferenčić, glumac
- Josip Frank, odvjetnik i pravaš
- Marijana Petir, političarka
- Ivo Robić, pjevač zabavne glazbe
- Ivica Todorić, poduzetnik
- Dubravka Ugrešić, književnica
- Ivo Serdar, glumac

## Vanjske poveznice
- Muzej Moslavine  Arhivirana inačica izvorne stranice od 29. listopada 2009. (Wayback Machine)
- Fotografije Moslavine  Arhivirana inačica izvorne stranice od 5. listopada 2011. (Wayback Machine)
- Turizam Moslavine  Arhivirana inačica izvorne stranice od 3. veljače 2011. (Wayback Machine)
- KUD Moslavina
- Moslavina-info  Arhivirana inačica izvorne stranice od 13. studenoga 2016. (Wayback Machine)